# NGC 4996
NGC 4996 је спирална галаксија у сазвежђу Девица која се налази на NGC листи објеката дубоког неба.
Деклинација објекта је + 0° 51' 27" а ректасцензија 13h 9m 31,8s. Привидна величина (магнитуда) објекта NGC 4996 износи 13,1 а фотографска магнитуда 14,0. NGC 4996 је још познат и под ознакама UGC 8235, MCG 0-34-9, CGCG 16-11, NPM1G +01.0370, PGC 45629.